# Слэшер (жанр)
Слэ́шер (от англ. slash – «удар с плеча; рубить») — поджанр фильмов ужасов, для которого характерно наличие убийцы-психопата (который может носить маску или обладать сверхъестественными способностями), преследующего и убивающего людей разными изощренными способами.
В качестве ранних работ, оказавших влияние на развитие слэшера, критики приводят итальянские картины в поджанре джалло и психологические фильмы ужасов, например «Подглядывающий» (1960) и «Психо» (1960). Жанр достиг своего пика в 1978—1984 годах — в «золотой век» подобных фильмов. Известными примерами слэшеров являются: «Техасская резня бензопилой» (1974), «Хэллоуин» (1978), «Пятница 13» (1980), «Кошмар на улице Вязов» (1984), «Детские игры» (1988), «Крик» (1996), «Я знаю, что вы сделали прошлым летом» (1997), «Поворот не туда» (2003) и другие.

## Характерные особенности жанра
Основу слэшеров составляют сцены убийств, а сюжет строится вокруг попыток героев выжить. Как правило, мишенью убийцы является компания молодых людей, а классическим считается сюжет, действие которого разворачивается на фоне школы, университета или загородной местности, вдали от цивилизации. Перед смертью жертвы часто совершают действия сексуального характера или употребляют наркотики. 
Убийца почти всегда использует нетрадиционные виды оружия: лезвия, бензопилы, колуны, тупые предметы. Часто в фильме представлена предыстория, объясняющая, как у убийцы развилась жестокость и почему он сосредоточился на определенном типе жертв или месте. Убийца обычно, хотя и не всегда, мужчина. Как правило, жертвы оказываются физически слабее, иногда это объясняется явными или подразумеваемыми сверхъестественными способностями убийцы. Так, даже после того как он был застрелен, заколот, забит, убит электрическим ударом, сожжен или утоплен, он может продолжать преследовать своих жертв. В сиквелах убийца восстает из мертвых и представляется как нежить, нечеловеческое «чистое зло», а не как убийца-психопат. Однако существуют фильмы, где убийца показан так, что вызывает у зрителя скорее жалость и понимание, чем страх. Примеры таких фильмов – «Тихая ночь, смертельная ночь», «Резня в школе», «Топор» и другие.
Фильмы такого жанра обычно начинаются с убийства молодой женщины и заканчиваются тем, что единственному выжившему герою удаётся одолеть убийцу, впоследствии обнаружив, что проблема не была решена полностью. Выживший, в отличие от жертв, которым не удалось спастись, обычно воспитан и воздерживается от секса и алкоголя. 
В фильмах жанра слэшер отсутствуют зомби, инопланетяне, монстры и другие мифические или вымышленные существа. В отличие от других поджанров ужасов, слэшер пугает напряжением и ожиданием смерти, сохраняя вышеупомянутую концепцию убийцы-психопата. Исходя из этого, убийцы редко появляются в кадре в полный рост или появляются ближе к концу фильма, когда происходит развязка. 
Самыми популярными маньяками в слэшерах являются: Джейсон Вурхиз (Пятница 13-е), Фредди Крюгер (Кошмар на улице Вязов), Призрачное лицо (Крик), кукла Чаки (Детские игры), Кожаное лицо (Техасская резня бензопилой) и Майкл Майерс (Хэллоуин).

## Структура действий
В своей книге «Игры ужаса» («Games of Terror: Halloween, Friday the 13th, and the Films of the Stalker Cycle») Вера Дика (Vera Dika) проанализировала сюжетную структуру слэшеров, вышедших в период с 1978 по 1981 года. Она выяснила, что действия в этих фильмах делятся на две временные части, каждая из которых включает несколько этапов.
Первая часть сюжета происходит в прошлом.
1. Подростки совершают ошибку или проступок.
2. Убийца становится свидетелем.
3. Убийца переживает утрату.
4. Убийца убивает одного или нескольких подростков.
Вторая часть сюжета происходит в настоящем.
1. Происходит событие, напоминающее о прошлом.
2. Убийца вновь начинает действовать.
3. Взрослый предупреждает подростков, но они не слушают.
4. Убийца начинает преследовать подростков.
5. Убийца убивает некоторых из них.
6. Героиня (или герой) обнаруживает опасность.
7. Героиня сталкивается с убийцей.
8. Героиня побеждает убийцу, но остаётся под впечатлением от пережитого.

Эта сюжетная линия отражена в большинстве слэшеров. Хотя порядок отдельных шагов может меняться или некоторые элементы могут быть опущены, базовая структура остаётся неизменной. Это однообразие часто критикуется, но также считается причиной успеха жанра.

## Раннее влияние
Привлекательность насилия восходит к Древнему Риму, хотя вымышленные рассказы начали активно распространяться с конца XIX века в спектаклях ужасов, произведённых в Гран-Гиньоль. Фильм Мориса Турнера «The lunatics» (1912) содержал сцены насилия, происходящие в закрытых или личных пространствах, что вызвало общественный протест в Соединённых Штатах. Это привело к принятию кодекса Хейса в 1930 году, который стал одним из первых наборов правил для индустрии развлечений, ограничивающих показ неприемлемых сцен сексуального характера и насилия.
Писатель-криминалист Мэри Робертс Райнхарт оказала влияние на литературу ужасов своим романом «Круговая лестница» (1908), который был адаптирован в немой фильм «Летучая мышь» (1926). Сюжет рассказывает о гостях отдалённого особняка, которым угрожает убийца в гротескной маске. Его успех привел к серии фильмов «Старый темный дом», в том числе «Кот и Канарейка» (1927), основанный на романе Дж. Б.Пристли. В обоих фильмах жители города противостоят странным деревенским людям, повторяющимся в более поздних фильмах ужасов.

## Влияние 1920—1950-х
«Тринадцать женщин» (1932) Джорджа Арчейнбода рассказывают историю женского общества, бывшие члены которого настроены друг против друга мстительным сверстником, который вычеркивает их фотографии из ежегодника. Одним из ранних примеров слэшеров является фильм «Террор» (1928), в котором маньяк жаждет мести. Сюжет основан на пьесе Эдгара Уоллеса. 
Киномагнат B-фильмов Вэл Льютон продюсировал фильм «Человек-леопард» (1943). В фильме Роберта Сиодмака «Винтовая лестница» (1946), основанном на романе Этель Уайт, Этель Берримор играет симпатичную женщину, которая пытается выжить в схватке с убийцей в чёрных перчатках.
Широко известный роман британской писательницы Агаты Кристи 1939 года «Десять негритят» рассказывает о группе людей с тайным прошлым, которых убивают одного за другим на изолированном острове. Каждое убийство отражает отрывок из детского стишка, объединяя темой детской невинности и мстительного убийства. «Дом восковых фигур» (1953), «Дурная кровь» (1956), «Кричащая женщина» (1958), «Джек-потрошитель» (1959) и «Убийца девушки с обложки» (1959) — все они объединили литературные темы Кристи.

## 1960-е ужасы-триллеры
В «Психо» (1960) Альфреда Хичкока были использованы визуальные эффекты, которые киностудии сочли неприемлемыми. В том числе сцены насилия, секса и даже сцена смыва в туалете. В том же году Майкл Пауэлл выпустил свою картину «Подглядывающий», показав поджанр с точки зрения убийцы.
«Психо» был номинирован на четыре премии «Оскар». Это событие привлекло известных кинозвезд к фильмам ужасов. Джоан Кроуфорд снялась в «Смирительной рубашке» (1964) Уильяма Касла. После выхода «Психо» появилось большое количество триллеров: «Маньяк» (1963) и «Ночной кошмар» (1964).

## Появление жанра 1970-е и эксплуатационные плёнки
В начале 1970-х годов возросло количество эксплуатационных фильмов, которые заманивали зрителей в кинотеатры рекламой секса и насилия. «Сильный испуг» (1971) основан на городской легенде о девочке-подростке, которая подрабатывает няней и получает телефонные звонки с угрозами. В то время как «Замок зла» (1972) рассказывал о неосторожном поведении подростков на вечеринках, убитых на отдалённом острове.
Пит Уокер нарушил табу рекламируя отрицательные отзывы своих фильмов, чтобы привлечь зрителей, ищущих развращённых кинолент. Такими фильмами были «Шоу плоти и крови» (1972), «Страшный испуг» (1974), «Дом смертного греха» (1976), «Шизо» (1976) и «Возвращение» (1978). Другие кинематографисты последовали примеру Уокера, так плакаты фильма «Кровь и кружева» (1971) описывали его как «самый больной фильм с рейтингом PG когда-либо сделанный!», а «Мэтью» (1973) называл себя фильмом «горнографией» (от gorno («кровь») и окончания pornography («порнография»)).
Затишье продлилось до 1974 года, когда режиссёр Тоуб Хупер выпустил «Техасскую резню бензопилой». Фильм стал крупным хитом и получил большой кассовый успех. Его зачастую называют первым истинным слэшером. В дальнейшем вышли «Мясник любви» (1975) и «Спаситель: Сын Сатаны» (1976). Уэс Крейвен начал своё восхождение именно в 1970-е, в 1977 году он выпустил «У холмов есть глаза». В 1970-е стали выходить тематические и праздничные фильмы ужасов такие как «Чёрное рождество» (1974), «Домой на праздники» (1972) и «Тихая ночь, кровавая ночь» (1973).
«Чёрное Рождество» использовало ужас как предмет для обсуждения социальных тем своего времени, включая феминизм, аборты и алкоголизм. Также фильм тематически является предшественником фильма «Хэллоуин» (1978), поскольку женщины в обоих фильмах терроризируются во время праздника. Критики говорили про то что «Чёрное Рождество» — «кровавый, бессмысленный фильм». Однако позднее картина получила критическую переоценку и получила звание культового фильма. Некоторые считают его первым слэшером.

## Золотой век (1978—1984)
Получивший огромный успех в прокате «Хэллоуин» Джона Карпентера открыл эпоху, которую обычно называют «Золотым веком» фильмов в жанре слэшер. Некоторые ученые включают сюда более 100 подобных фильмов, выпущенных за шестилетний период. Несмотря на то, что большинство фильмов получили негативные отзывы, многие фильмы «Золотого века» были чрезвычайно прибыльными и оставили культовые следы в истории кино. Многие фильмы повторно использовали шаблон «Хэллоуина», где убийца преследует подростков, хотя в дальнейшем в фильмах использовалось больше крови и сексуальных сцен. В фильмах «Золотой эры» местом действия становились такие учреждения, как средние школы, колледжи, летние лагеря и больницы.

### 1978 год
Успешные фильмы «Техасская резня бензопилой» (1974) и «Кошмар дома на холмах» (1978) были быстро и дёшево сняты, но не вызвали интерес у продюсеров. В дальнейшем были сняты эксплуатационный «Killer’s Delight» — история серийного убийцы из Сан-Франциско. В августе в прокат вышел фильм «Глаза Лауры Марс», в сентябре ТВ-фильм «Ты одна дома?». При этом «Глаза Лауры Марс» собрали 20 миллионов долларов против бюджета в 7 миллионов.
Под влиянием французского фильма ужасов «Глаза без лица» (1960) и научно-фантастического триллера «Западный мир» (1973) и «Чёрное Рождество» (1974), «Хэллоуин» был снят Карпентером, который совместно пишет сценарий с его тогдашней подругой и продюсер-партнёром Деброй Хилл с бюджетом в 300 000 долларов. Фильм был спродюсирован Мустафой Аккадом. Чтобы свести к минимуму затраты, локации и время были сокращены. Джейми Ли Кертис, дочь Джанет Ли, исполнила роль жертвы Лори Строуд, в то время как Дональд Плезенс сыграл доктора Сэма Лумиса, названного так в честь персонажа из фильма «Психо». Фильм начинается с точки зрения шестилетнего ребёнка, который убивает свою старшую сестру. Эта сцена воссоздавалась в многих фильмах, таких как «Прокол» (1981) и «Смертельная забава» (1981). Карпентер отрицал, что жертвами становятся сексуально активные подростки, в то время как спасаются только сохранившие девственность. Несмотря на это, в дальнейшем кинематографисты копировали эту мантру «секс — равнозначен смерти».

«Хэллоуин»

«Хэллоуин» отказались распространять все крупные американские студии. Карпентер написал музыку сам, и фильм был распространен локально в четырёх кинотеатрах Канзас-Сити через Akcad’s Compass International Pictures в октябре 1978 года. Фильм стал настоящим хитом и был выбран для показа на Кинофестивале в Чикаго в ноябре 1978 года, где его признали крупные критики. «Хэллоуин» получил крупный успех в кассовых сборах, собрав более 70 миллионов долларов во всем мире.

### 1979 год
Хотя слэшер «Путешествие в Ад» изначально был неудачным, он подвергся переоценке поклонников. Самым успешным слэшером этого года был «Когда звонит незнакомец», которому удалось продать 8,5 миллионов билетов в Северной Америке. Менее успешными были бурлеск-слэшер Рэя Денниса Стеклера «Голливудский незнакомец встречает убийцу Скид Роу» и слэшер Абеля Феррара «Убийца с электродрелью», оба из которых демонстрируют жестокое насилие против бродячих людей.

### 1980 год

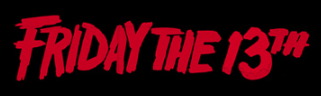
Логотип «Пятница 13» 1980

Избрание Рональда Рейгана в качестве 40-го президента Соединённых Штатов привели к новой эпохе консерватизма, которая вызвала озабоченность ростом насилия в кино. Слэшеры, в разгар своего коммерческого успеха, также стали центром политических и культурных споров. «Пятница, 13-е» Шона С. Каннингема стала самым коммерчески успешным дебютом в мире, продающим почти 15 миллионов билетов в Северной Америке. Несмотря на финансовый успех, дистрибьютор Paramount Pictures подвергся критике за то, что он «опустился» до того, что выпускает фильм с насильственной эксплуатацией. MPAA критиковали за то, что позволили «Пятнице, 13-й» выйти в прокат с рейтингом R. Критика, которая началась с «Пятницы, 13-й», привела к последующему спаду жанра в последующие годы.
Малобюджетные триллеры «Немой крик» и «Выпускной» стали кассовыми хитами со сборами в $ 7,9 и $ 14,8 миллионов соответственно. Джейми Ли Кертис снялась в «Выпускном», а также в «Поезд страха» и «Туман» и заработала титул «королева крика». MGM’s снимает «Он знает, что вы одни», на который было продано почти 2 миллиона билетов. В свет вышли ещё два громких слэшер-триллера: Уильяма Фридкина «Разыскивающий» и «Окна» Гордона Уиллиса, оба из которых приравнивают гомосексуализм к психозу. «Разыскивающий» вызвал протесты со стороны групп по защите прав гомосексуалистов.
Низкобюджетные эксплуататорские фильмы «Новогоднее зло», «Не заходи в дом» и «Не отвечай по телефону!» были названы женоненавистническими и были посвящены исключительно страданиям женщин. Известный режиссёр-психолог Брайан Де Пальма снял фильм «Бритва», чем вызвал волну протеста Национальной организации женщин. Самым спорным слэшером года стал «Маньяк» Уильяма Лустига о шизофреническом серийном убийце в Нью-Йорке. Маньяк был оклеветан критиками. Лустиг выпустил фильм, обойдя MPAA. «Маньяк» собрал 6 миллионов долларов. В этом же году в прокате оказался слэшер «Затемнение».
Влияние Альфреда Хичкока ощущалось ещё два десятилетия спустя в «Крики в ночи» и «Невидимое». Успех «Чужого» (1979) Ридли Скотта породил свой собственный жанр под названием «sci-fi-horror», в который также вошли слэшеры «Напуганные до смерти» и «Предостережение» (1980). Успех кассовых сборов в размере $ 86,4 млн. «Ужаса Амитивилля» (1979) вызвал интерес к сверхъестественному. Были сняты от «Бугимен», «Ночь демона». Итальянский фильм ужасов Джо д’Амато «Антропофаг» и австралийский слэшер «Кошмары» показали, что жанр распространяется на международном уровне.

### 1981 год
В 1981 году слэшеры достигли пика, так как усиленно продвигаемые фильмы, такие как «Мой кровавый Валентин» (1981) и «Сожжение» (1981), были неудачами в прокате. После успеха «Пятницы, 13-е» кинокомпания Paramount Pictures выпустила «Мой кровавый Валентин» с надеждой на достижение аналогичного успеха. Фильм стал предметом пристального внимания после убийства Джона Леннона и был выпущен сильно отредактированным. «Мой кровавый Валентин» едва продал 2 миллиона билетов в Северной Америке. Тематически похожий фильм «Незнакомец» надеялся заманить аудиторию спецэффектами Тома Савини, но большие изменения в MPAA помешали найти общенационального дистрибьютора. Страдал от подобной цензуры и «Сожжение», в котором также использовались спецэффекты Савини.
Прибыль «Хэллоуина» и «Пятницы 13-й» вызвала интерес студий и привели их к переменному успеху. Warner Bros выпустила фильмы «Глаза незнакомца» и «Вечерняя школа», Paramount Pictures «Поклонник» , Universal Pictures «Смертельная забава» и Columbia Pictures «С Днём Рождения меня». Телевизионный фильм CBS «Темная ночь пугала» вывел жанр на маленький экран. В прокат вышли «Хэллоуин 2» и «Пятница, 13-е. Часть 2». Два сиквела были более кровавые, чем их предшественники, но не собрали высоких кассовых сборов. Оба фильма продали около половины своих оригинальных билетов, хотя и были все ещё очень популярны.
Независимые компании сняли такие слэшеры как «Кошмар» «Последний экзамен», «Кровавый день рождения», «Адская ночь», «Не ходите в лес.. одни!», «Смертельное благословение» и «День окончания школы», последний из которых собрал 25 миллионов долларов в Северной Америке против бюджета в 200 тысяч долларов. Фэнтезийные и научно-фантастические жанры продолжали сочетаться со слэшерами в фильмах «Мертвые дети», «Хранитель призрака» и «Зловещий договор». На международном рынке появились «Антропофагус 2», «Сумасшедший дом» в Италии и «Кровавая луна» в Германии.

### 1982 год
Выпуск фильмов непосредственно на видео сокращают расходы, что позволяет максимизировать прибыль. Независимый фильм ужасов «Безумец», вышел из кинотеатров для получения выгоды на домашнем видео. Фильм стал успешным в первые дни на VHS. «Девушки исчезают» вышел очень ограниченным выпуском в 1982 году, но был переиздан в 1984 году в большем количестве в кинотеатрах, пока, наконец, не ушёл на VHS. «Выродок» был выпущен AVCO Embassy Pictures, но изменение в управлении серьёзно ограничило театральный релиз фильма. Такие слэшеры как «Резня в больнице» и «Ночное предупреждение», пользовались большим спросом в прокате кассет для домашнего просмотра. «Помутнение рассудка», «Лес», «Заблудившиеся», «Обман или удовольствия» и «Остров крови» упали в безвестность с небольшими театральными релизами и также вышли непосредственно на видео.
Сверхъестественные фильмы-слэшеры продолжали завоевывать популярность: «Убийца», «Инкубус», «Кровавая песня», «Не засыпай», «Суеверие» и «Хэллоуин 3: Время ведьм». «Одни во тьме» был первым художественным фильмом New Line Cinema, выпущенным для небольшого дохода и был первоначально раскритикован, а позднее получил критическую переоценку. Режиссёр Эми Холден Джонс и писательница Рита Мае Браун сняли «Кровавую вечеринку», в которой продемонстрировали насилие в отношении мужчин, а в слэшере «Часы посещения» либеральный феминизм выступил против мужского правого фанатизма.
В прокат вышла «Пятница, 13-е. Часть 3 в 3D», получившая огромный успех, продав 12 миллионов билетов. Знаменитая хоккейная маска прочно вошла в поп-культуру. У Universal Pictures был небольшой релиз фильма «Долина Смерти», а Columbia Pictures выпустила со скромным успехом «Безмолвный гнев». Независимый дистрибьютор Embassy Pictures выпустил «Соблазнение», эротический слэшер-триллер, собравший 11 миллионов долларов в прокате.
В Австралии вышел фильм «Ближайший родственник», в то время как «Куски» были сняты в Бостоне и Мадриде итальянским продюсером с испанским режиссёром. В Италии вышли «Убийство на кладбище этрусков» Серджио Мартино, «Нью-йоркский потрошитель» Лучо Фульчи и «Дрожь» Дарио Ардженто.

### 1983 год
В 1983 году фильмы слэшеры снимались значительно реже. «На греческой улице» последовал тому же общему сюжету, что и «Выпускной» (1980), где виновных подростков преследовали и наказывали за ужасную тайну. «Финальный террор» заимствовал визуальные и тематические элементы из «Перед самым рассветом» (1981), а «Сладкие 16» из «С Днём Рождения меня» (1981). Наиболее успешным слэшером года был «Психо 2», в котором вновь воссоединились актёры Энтони Перкинс и Вера Майлз. Было продано 11 миллионов билетов, а фильм стал хитом. Вышел в прокат «За десять минут до полуночи», вдохновлённый реальными преступлениями Ричарда Спека. «Спящий лагерь» Роберт Хилтцика был домашним видео-хитом, в котором поднимались темы педофилии и трансвестизма. В фильме были показаны гомосексуальные сцены, на которые распространялись табу в то время.
В Канаде «Занавес» вышел в прокат, прежде чем обрёл новую жизнь на VHS, в то время как критика по отношению к изображению в «Американском кошмаре» проституток, наркоманов и порнографии повредит его видеопрокату. «Кувалда» был выпущен с бюджетом всего лишь в 40 000 долларов. Другие слэшеры, которые вышли в этом году непосредственно на видео включают в себя «Кровавое месилово», «Двойная выдержка» и «Скальпы», последний из которых является одним из самых цензурных фильмов в истории. Релизы начали дистанцироваться от жанра. Плакат «Морга» показывает, как рука вырывается из могилы, хотя нежить не имеет никакого отношения к фильму. Дистрибьюторы знали о проблемах жанра, и пытались привлечь аудиторию.

### 1984 год
Публика в значительной степени потеряла интерес к релизам слэшеров в кинотеатрах. Производственные ставки резко упали, и крупные студии все же решили отказаться от жанра, который всего несколькими годами ранее был очень прибыльным. Многие фильмы 1984 года с коротким прокатом в кино нашли разную степень успеха на домашнем видео. Это такие фильмы как «Окропленный университет», «Клинок Сатаны», «Кровавый кинотеатр», «Октябрьская кровь» и «Фатальные игры». Фильмы «Добыча» and «Evil Judgment» получили небольшие релизы в кинотеатрах. «Тихое безумство» использовала 3D для успеха, хотя эффект не переводился в формат VHS.
«Пятница, 13-е: Последняя глава» привела сагу о Джейсоне Вурхисе к концу, что и являлось главным маркетинговым инструментом. Это сработало, когда Последняя глава продала 10 миллионов билетов в Северной Америке, намекая, что франшиза продолжится, даже если кончина Джейсона ознаменует сдвиг в жанре. Спорами возникли вокруг слэшера «Тихая ночь, смертельная ночь»: протестующие пикетировали кинотеатры, где играл фильм и висели его плакаты. Несмотря на существование других рождественских фильмов ужасов (в том числе «Не открывай до наступления Рождества» того же года), именно рекламные материалы «Тихой ночи, смертельной ночи» показали Санта-Клауса как убийцу с подписью: «Он знает, когда ты был непослушным!». Вскоре широкомасштабное возмущение привело к снятию фильма с проката, вследствие чего было продано всего 741 500 билетов.

Постер «Кошмар на улице Вязов» 1984

По мере того как интерес к слэшерам в «Золотом веке» ослабевал, «Кошмар на улице Вязов» Уэса Крейвена оживил жанр. Крейвен снимал слэшеры и ранее («Смертельное благословение» (1981), «Последний дом слева» (1972)), но они не выиграли у него в финансовом отношении. Развивая «Кошмар на улице Вязов» с 1981 года, Крейвен признал, что время для слэшеров иссякало из-за снижения доходов в кинотеатрах от них. «Кошмар на улице Вязов» и особенно его злодей Фредди Крюгер (в исполнении Роберта Инглунда) стали культурными феноменами. В бюджете всего лишь 1,8 миллиона долларов фильм продал более 7 миллионов билетов в Северной Америке и запустил один из самых успешных фильмов в истории. «Кошмар на улице Вязов» обеспечил успех New Line Cinema, которая стала одной из главных компаний в Голливуде; и по сей день New Line Cinema называют «Домом, который построил Фредди». Выход последнего фильма-слэшер, выпущенного во время «Золотого века», «Кровавое посвящение», был сильно омрачен «Кошмаром на улице Вязов». Успех «Кошмара на улице Вязов» приветствовал новую волну фильмов ужасов, опирающихся на спецэффекты.

## Серебряный век (1985—1995) Домашнее видео и франшизы
Несмотря на успех «Кошмара на улице Вязов», усталость ударила по жанру, и его популярность значительно снизилась. Революция домашнего видео, вызванная популярностью VHS, обеспечила новый выход для малобюджетного кинопроизводства. Без поддержки крупных студий для кинопроката слэшеры стали вторым после порнографии на рынке домашнего видео. Снижение бюджетов для более экономичного подхода обычно сопровождалось снижением качества. Вышли фильмы «Слишком страшно, чтобы кричать» (1985), «Расчленитель» (1985), «Резня пневматическим молотком» (1985), «Кровная ярость» (1987) «Убойная вечеринка» (1986) и «Ночь убийств» (1986). Зеркалируя движение панк-рока, новички-кинематографисты выпустили на домашнем видео фильмы «Кровавый культ» (1985), «Потрошитель» (1985), «Позвоночник» (1986), «Правда или действие: Критическое безумие» (1986), «Смертельная аэробика» (1987) и «Ведьма-стерва» (1989). Малоизвестные слэшеры: «Спящий лагерь», «Кровавая вечеринка» и «Тихая ночь, смертельная ночь» стали франшизами и получили продолжения на домашнем видео («Спящий лагерь 2» (1988), «Спящий лагерь 3: Безлюдная территория» (1988), «Кровавая вечеринка 2» (1987), «Кровавая вечеринка 3» (1990), «Тихая ночь, смертельная ночь 2» (1987), «Тихая ночь, смертельная ночь 3: Лучше поберегись!» (1989), «Посвящение: Тихая ночь, смертельная ночь 4» (1990), «Тихая ночь, смертельная ночь 5: Создатель игрушек» (1991)). Фильм «Пятница, 13-е: Новое начало» (1985) был выпущен в кинотеатрах, но не был тепло принят, как «Кошмар на улице Вязов 2: Месть Фредди» (1985). Отличающийся откровенным гомоэротическим подтекстом, «Месть Фредди» стал самым кассовым фильмом ужасов 1985 года и вдохновил такие фильмы, как «Маньяк снов» (1986), «Плохие сны» (1988), «Смертельные сны» (1988) и «Демон снов» (1988).
Paramount Pictures выпустила пародийный фильм «Первое апреля — день дураков» (1986) с надеждой начать франшизу, хотя скромные кассовые сборы фильма перечеркнули эти планы. Три других фильма: «Evil laugh» (1986), «Техасская резня бензопилой 2» (1986) и «Пятница, 13-е: Джейсон жив» (1986) получили скромные кассовые сборы; «Техасская резня бензопилой 2» продала всего 2 миллиона билетов, в то время как «Джейсон жив» продал 5,2 миллиона. Рынок домашнего видео вывел звезд из таких персонажей, как Терри О’Куинн и Брюс Кэмпбелл, чьи независимые триллеры «Отчим» (1987) и «Маньяк-полицейский» (1988) нашли больше поддержки на домашнем видео, чем в кинотеатрах. Куинн вернулся к «Отчиму 2» (1989), но решил не повторять свою роль в «Отчиме 3: День отца» (1992), в то время как Кэмпбелл следовал аналогичному маршруту, снимаясь в фильме «Маньяк-полицейский 2» (1990), но не участвуя в «Маньяк-полицейский 3: Знак молчания» (1993).
Франшиза «Кошмар на улице Вязов» доминировала в жанре в конце 1980-х годов. Так на фильм «Кошмар на улице Вязов 3: Воины сна» (1987) было продано 11,5 миллионов билетов в Северной Америке, а на «Кошмар на улице Вязов 4: Повелитель сна» (1988) — 12 миллионов билетов. Для сравнения, «Пятница, 13-е: Новая кровь» (1988) и «Хэллоуин 4: Возвращение Майкла Майерса» (1988) продали только около 4,5 миллионов билетов каждый. Личностная привлекательность Фредди Крюгера привела к созданию подобных персонажей: куклы-убийцы Чаки и Кэндимэна. «Детские игры» (1988) и его сиквел (1990) продали более 14,7 миллионов билетов вместе, в то время как «Кэндимэн» (1992) продал 6,2 миллиона. Обе франшизы пополнялись новыми фильмами довольно быстро, «Детские игры 3» (1991) продаёт только 3,5 миллиона билетов в Северной Америке а «Кэндимэн 2: Прощание с плотью» (1995), продаёт всего 3,2 миллиона. «Попкорн», вышедший в прокат в 1990 году, не достиг кассового успеха и в следующем году отправился на VHS.
На международном уровне жанр слэшер оставался прибыльным. В Мексике выпустили «Апокалипсис зомби» (1985), «Без паники» (1988), «Расхитители гробниц» (1990) и «Адская ловушка» (1990). В Европе были выпущены «Кровавые дорожки» (1985) в Швеции, «Люцифер» (1987) в Британии, «Боль» (1987) в Испании и итальянский «Водолей» (1987) и «Подсчет трупов» (1987). В Австралии вышли фильмы «Symphony of Evil» (1987), «Ужас дома на воде» (1989) и «Кровавая луна» (1990), а Япония выпустила слэшер «Ловушка зловещих мертвецов» (1988).
К 1989 году общественный интерес к жанру снижался, что привело к сбоям в прокате слэшеров «Пятница, 13-е: Джейсон штурмует Манхэттен» (1989), «Кошмар на улице Вязов 5: Дитя сна» (1989) и «Хэллоуин 5: Месть Майкла Майерса» (1989). На «Дитя сна» было продано 5,6 миллиона билетов, что явилось резким снижением, в то время как на «Джейсон штурмует Манхэттен» и «Месть Майкла Майерса» продали всего около 3 миллионов билетов. Из-за снижения продаж, права на «Пятницу 13-й» и «Хэллоуин» были проданы New Line Cinema и Mirimax Films соответственно. В дальнейшем вышли «Фредди мёртв. Последний кошмар» (1991) и «Последняя пятница. Джейсон отправляется в ад» (1993), которые продолжили нести потери. «Хэллоуин 6: Проклятие Майкла Майерса» (1995) было выпущено под знаменем Dimension Films. Фильм встретил отрицательную реакцию поклонников и слабые кассовые сборы.

## Бронзовый век (1996—2003)
Эра открылась слэшером «Кошмар на улице Вязов 7: Новый кошмар» (1994) Уэса Крейвена. «Новый кошмар» продал всего 2,3 миллиона билетов в Северной Америке, присоединившись к растущей линейке разочарований. Неожиданное воскрешение слэшер жанра произошло с выходом фильма «Крик» (1996), который собрал большую кассу. Фильм играл на ностальгии по Золотому веку слэшеров, но был обращён к молодой аудитории. Уильямсон, поклонник «Хэллоуина» (1978), «Выпускного» (1980) и «Пятница, 13-е: Джейсон жив» (1986), создал персонажей, хорошо разбирающихся в фильмах ужасов и знающих все клише жанра. Фильм продал более 22,5 миллионов билетов в Северной Америке и стал самым кассовым фильмом в жанре слэшер за всё время. Во время продвижения фильма, было решено дистанцироваться от жанра слэшер и подавали «Крик» как «новый триллер».
Последующая работа Уильямсона «Я знаю, что вы сделали прошлым летом» (1997), была в значительной степени вдохновлена «Выпускным» (1980) и «На греческой улице…» (1983). Выпущенный менее чем через год после успешного «Крика», фильм продал около 16 миллионов билетов в Северной Америке. Спустя два месяца Dimension Films выпустили «Крик 2» (1997). Сиквелу удалось продать 22 миллиона билетов и стать хитом. Принимая во внимание маркетинговый успех «Крика», рекламные материалы слэшеров «Я знаю, что ты делал прошлым летом» и «Крик 2», в значительной степени опирались на узнаваемость актёров Ребекки Гайхарт, Сары Мишель Геллар, Дженнифер Лав Хьюитт, Джошуа Джексона, Лори Меткалфа, Джерри О’Коннелла, Райана Филиппа, Джады Пинкетт, Фредди Принца-младшего и Льва Шрайбера.
«Крик» и «Я знаю, что вы сделали прошлым летом», были популярны во всем мире. В Гонконге выпустили «Лагерь смерти» (1999), а Южная Корея выпустила «Кровавый пляж» (2000), «The Record» (2001) и «Кошмар» (2000). В Австралии был снят слэшер «Режиссёрская версия» (2000). Британия выпустила «Демон ночи» (1999), в Нидерландах был снят подростковый слэшер «School’s Out» (1999), а в Германии «Бассейн» (2001). Болливуд выпустил первый гибрид слэшера с музыкальным фильмом «Скажи что-нибудь» (2003), а также «Dhund: The Fog» (2003).
«Городские легенды» (1998) стали скромным хитом, продавшими 8 миллионов билетов. Сиквелы «Хэллоуин: 20 лет спустя» (1998), «Невеста Чаки» (1998) и «Я всё ещё знаю, что вы сделали прошлым летом» (1998), стали также успешными в кассовом отношении. Низкобюджетные слэшеры «Маска призрака» (1998) и «Убийства в Черри-Фолс» (2000) испытывали трудности в конкуренции с фильмами ужасов с большим бюджетом.
«Крик 3» (2000) стал первым во франшизе фильмом не написанным Уильямсоном, но получившим огромный успех, продав 16,5 миллионов билетов. «Городские легенды 2» (2000) продали скудные 4 миллиона билетов, что составило менее половины от того, что реализовал его предшественник всего два года назад. Вскоре «Я знаю, что вы сделали прошлым летом» и «Городские легенды» ушли на рынок домашнего видео. Жанр продолжил спад, когда вышли неудачные в финансовом плане слэшеры «День святого Валентина» (2001) и «Джейсон X» (2002), а также критически воспринятый «Хэллоуин: Воскрешение» (2002), сиквел, который продал менее половины билетов от своего предшественника. Ожидаемый «Фредди против Джейсона» (2003), находящийся в разработке с 1986 года, принял к сведению успех «Крика» и смешанную ностальгию по узнаваемым актёрами. Фильм был успешным в прокате и продал 14 миллионов билетов в Северной Америке, став символическим любовным письмом к слэшерам Золотого, Серебряного и Бронзового времени.

## Современный период (2004—2013)
Такие фильмы как «Пункт назначения» (2000) и «Джиперс Криперс» (2001) содержат элементы жанра, хоть сами по себе и не являются слэшерами. Слэшеры «Make the Wish» (2002) и «Одержимый» (2004) диверсифицировали свои истории, обратившись к теме геев и лесбиянок. Афроамериканские кинематографисты сняли в этом жанре «Клоун-убийца» (2000), «Кричи, если я убью тебя» (2003), «Оклик» (2006) и «Дожить до рассвета» (2007).
Далее в прокат вышел «Поворот не туда» (2003), продавшим 2,5 миллионов билетов в Северной Америке и ставший франшизой. Новое насилие в отношении экстремистов во Франции оказало влияние на слэшер «Кровавая жатва» (2003). Другие европейские слэшеры того времени включают в себя австрийский фильм «Смерть в три дня» (2006), шведский фильм «Холодная кровь» (2011), норвежские «Остаться в живых» (2006) и его сиквел 2008 года, а также ряд британских триллеров: «Давно умерший: Месть джинна» (2002), «Крип» (2004), «Изоляция» (2006), «Дикость» (2006), «Детишки» (2008), «Райское озеро» (2008) и «Истерзанный» (2009). Тайвань выпустил «Закрытая вечеринка» (2009), «Испуганные» (2005) и «Расчлененка» (2009), а в Южной Корее вышел в прокат «Учителю с любовью» (2006). Гонконгский «Дом мечты» вышел в 2010 году.
Некоторые низкобюджетные североамериканские слэшеры получили ограниченные релизы в кинотеатрах перед выпуском на DVD (что заменило устаревший формат VHS). В число этих фильмов вошли: «Под маской: Восхождение Лесли Вернона» (2006), «Все парни любят Мэнди Лэйн» (2006), «Мрачная поездка» (2006), «Топор» (2006), «Саймон говорит» (2006), «Путешественник» (2006), «Не вижу зла» (2006) и «Большие шары» (2008). Уэс Крэйвен потерпел кассовые разочарования в прокате фильмов «Забери мою душу» (2011) и «Крик 4» (2011), которые продали всего 1,8 миллиона и 4,7 миллиона билетов соответственно. «Незнакомцы» (2008) и «Тебе конец!» (2011) были тепло встречены за их мастерство в жанре домашнего вторжения после трагедии 9/11, хотя и ни один фильм не вызвал большого интереса у поклонников ужасов. «Убойные каникулы» (2010) и «Последние девушки» (2015) добавили тематические и эмоциональные подтексты. Слэшер-сплэтер «Хижина в лесу» (2012) был успешным в финансовом плане. Небольшие, но заметные изменения этой эпохи повлияют на жанр в предстоящем десятилетии.

### Ремейки и перезагрузки
Ремейк «Техасская резня бензопилой» (2003) стал хитом, играя на знакомстве с оригиналом 1974 года, он нёс своё обновлённое острое ощущение и напряжение. Фильм продал более 13,5 миллионов билетов в Северной Америке, а за ним последовала «Техасская резня бензопилой: Начало» (2006), которая продала 6 миллионов билетов.
Также вышли такие ремейки как «Дом восковых фигур» (2005), «Чёрное Рождество» (2006), «День смеха» (2008), «Поезд» (2008). Ремейки «Туман» (2005), «Когда звонит незнакомец» (2006) и «Выпускной» (2008) были выпущены с рейтингами PG-13, чтобы привлечь самую большую подростковую аудиторию. Несмотря на это, только «Выпускному» удалось продать больше билетов, чем его оригиналу. «Хэллоуин 2007» Роба Зомби продал почти 8,5 миллионов билетов, но был негативно воспринят, что повредило его продолжению 2009 года, которое не смогло продать и 4,5 миллиона билетов.
Эпоха ремейков достигла своего пика в 2009 году, когда вышли «Мой кровавый Валентин», «Пятница, 13-е», «Последний дом слева», «Крик в общаге», «Отчим» и «Хэллоуин 2». Из них «Пятница, 13-е» была самой успешной и продала 8,7 миллионов билетов. В следующем году вышел «Кошмар на улице Вязов». Слэшеры-ремейки «День матери» (2010), «Безмолвная ночь» (2012) и «Тихая ночь, кровавая ночь: Возвращение» (2013) были тепло встречены. «Проклятие Чаки» (2013) и «Культ Чаки» также были хорошо приняты зрителями. Фильм-перезагрузка «Техасская резня бензопилой 3D» (2013) выступил в качестве продолжения оригинального фильма 1974 года. Успех фильма привел к созданию его приквела «Техасская резня бензопилой: Кожаное лицо» (2017).

## Постмодернистский период (2014-наст.вр.)

Фильмы, выпущенные Blumhouse Productions, стали основными в жанре ужасов 2010-х годах

Снижение прибыли от прокатов в кинотеатрах побудило продюсеров перевести жанр на телевизионную аудиторию. Успех таких сериалов, как «Американская история ужасов» и «Ходячие мертвецы» дали толчок для развития жанра на телевидении. Так на телеканале A&E вышел слэшер-сериал «Мотель Бейтс» — адаптация фильма Психо, а на MTV вышел сериал «Крик». «Слэшер» Netflix'а и «Королевы крика» телеканала Fox стали антологиями с новыми историями в каждом сезоне. Телевизионный ремейк фильма «Дурная кровь» (1956) вышел в эфир канала Lifetime осенью 2018 года, а в июне 2018 года создатель «Детских игр» Дон Манчини сказал, что он снимет сериал «Чаки» (2021), который продолжит историю главного героя франшизы. В июле 2019 года был анонсирован телесериал по мотивам слэшера «Я знаю, что вы сделали прошлым летом». В этом же жанре осенью 2019 года вышел девятый сезон сериала-антологии «Американская история ужасов».
Под влиянием работ Джона Карпентера был снят фильм «Оно» (2014), в котором успешно были смешаны стили слэшера с демонической фантазией и метафорическим подтекстом. Также вышли фильмы «Гость» (2014) и «Не дыши» (2016), которые привнесли новые впечатления от жанра ужасов. Blumhouse Productions, основанная Джейсоном Блумом, сняла такие франшизы как «Паранормальное явление» и «Астрал», а также выпустила среднебюджетные слэшеры «Судная ночь» (2013), «Город, который боялся заката» (2014), «Счастливого дня смерти» (2017) и «Правда или действие» (2018). «Судная ночь 2» (2014) продала 8,9 миллиона билетов в Северной Америке (на 1,2 миллиона билетов больше, чем первый фильм), в то время как «Судная ночь 3» (2016) продала 9,3 миллиона билетов. В октябре 2018 года студия выпустила «Хэллоуин» (2018), который был принят зрителями очень тепло и взял самую большую кассу из всех фильмов серии. Успех фильма во всех отношениях привёл к производству стразу двух сиквелов друг за другом — «Хэллоуин убивает» (2021) и «Хэллоуин заканчивается» (2022), премьера которых была позднее сдвинута на год из-за пандемии коронавирусной инфекции COVID-19. В 2018 году вышли такие слэшеры, как «Открыто 24 часа», «Бладфест» и российский «Горные огни». В 2019 году студией Blumhouse выпущен в прокат фильм «Счастливого нового дня смерти», а MGM перезапустили «Детские игры». В этом же году Momentum Pictures был выпущен фильм «Они». Blumhouse и Universal Pictures вновь объединились, чтобы выпустить второй ремейк «Чёрного Рождества», который был плохо воспринят и провалился в прокате. Слэшерная комедия Кристофера Лэндона «Дичь» (2020) производства Blumhouse с правами на распространение, принадлежащими Universal Pictures, была выпущена в прокат 13 ноября 2020 года.
В 2020 году стало известно, что Джордан Пил продюсирует «Кэндимен» (2021) для Universal Pictures и MGM. Премьера фильма была отложена до 2021 года из-за продолжающейся пандемии COVID-19. Джеймс Ван и Шон Леви будут сотрудничать в качестве продюсеров с Netflix через свои продюсерские компании, 21 Laps Entertainment и Atomic Monster Productions, чтобы создать слэшер «В твоём доме кто-то есть» (2021). Срежиссирует новый фильм Патрик Брайс по сценарию Генри Гайдена одноимённого романа Стефани Перкинс 2017 года. Ожидается, что фильм выйдет в прокат в 2021 году. Летом 2021 года на Netflix друг за другом с разницей в неделю вышли слэшеры «Улица страха. Часть 1: 1994», «Улица страха. Часть 2: 1978» и «Улица страха. Часть 3: 1666», основанные на одноимённой серии книг Р. Л. Стайна.
Пятый фильм популярной слэшер-франшизы «Крик» (2022) вышел на экраны 14 января 2022 года
В 2024 году на фестивале Сандэнс был показан канадский слэшер «Нежить», режиссера Криса Нэша. Значительная часть сцен в фильме была снята с точки зрения убийцы, когда камера следовала за персонажем большую часть времени. Фильм был отмечен критиками как смесь жанра слэшера и слоуберна.